# Riesgo atribuible
En epidemiología, el riesgo atribuible ({\displaystyle RA}) en una población expuesta a un factor de riesgo es la diferencia entre la incidencia de enfermedad en expuestos ({\displaystyle {I}_{e}}) y no expuestos ({\displaystyle {I}_{ne}}) al factor de riesgo. La diferencia entre ambos valores proporciona el valor del riesgo de enfermedad en la cohorte expuesta, que se debe exclusivamente a la exposición al factor de riesgo.
También se define el riesgo atribuible poblacional, que se calcula  multiplicando el riesgo atribuible (RA) por la prevalencia del factor de riesgo en la población general. Tiene las mismas unidades que el RA.
{\displaystyle \mathrm {RAP} =I_{t}-I_{o}=\mathrm {RA} \times Pe}
Es una medida del impacto del factor de riesgo en la población general, que ha de ser menor que en los expuestos al factor de riesgo, al estar formada por expuestos y no expuestos a dicho factor. Representa el "exceso" de incidencia de enfermedad que se evitaría en la población general si se interrumpiera la exposición al factor de riesgo.
Es, junto con la proporción de riesgo atribuible poblacional (RAP%), la medida de efecto de mayor importancia en salud pública.

## Riesgo atribuible en expuestos
Se calcula según la expresión matemática:

{\displaystyle \mathbf {RA} ={I}_{e}-{I}_{ne}}

siendo {\displaystyle {I}_{e}} la incidencia en expuestos, y {\displaystyle {I}_{ne}} la incidencia en no expuestos al factor de riesgo.
El riesgo atribuible es una medida que informa del efecto absoluto del factor de riesgo que produce la enfermedad, es decir, el "exceso" de riesgo de enfermar, entre los expuestos, atribuible al factor de riesgo.

### Ejemplo
¿Influye la exposición al factor de riesgo X en la aparición de la enfermedad Y?
|                                    | Enfermos | Sanos | Total |
| ---------------------------------- | -------- | ----- | ----- |
| Expuestos al factor de riesgo X    | 27       | 455   | 482   |
| No expuestos al factor de riesgo X | 77       | 1831  | 1908  |
| Total                              | 104      | 2286  | 2390  |

- De 482 personas expuestas al factor de riesgo X, 27 desarrollan la enfermedad Y {\displaystyle \Rightarrow {I_{e}}={\frac {27}{482}}=0,056}
- De 1908 personas no expuestas al factor de riesgo X, 77 desarrollan la enfermedad Y {\displaystyle \Rightarrow {I_{ne}}={\frac {77}{1908}}=0,04}

Y, por tanto: {\displaystyle \mathbf {RA} =0,056-0,04=0,016}

Conclusión: 16 de cada 1000 personas expuestas al factor de riesgo X desarrollan la enfermedad Y, debido (atribuible) al hecho de estar expuestas al factor X.

## Proporción de riesgo atribuible
La proporción de riesgo atribuible ({\displaystyle RA\%}) o fracción etiológica es el riesgo atribuible dividido por la incidencia de enfermedad en los expuestos al factor de riesgo. Es otra forma más de presentar el impacto del factor de riesgo entre los expuestos a él. Expresado en términos útiles para la prevención, representa la proporción de la incidencia de enfermedad que se evitaría entre los expuestos si se evitara la exposición al factor de riesgo.
Se calcula según la expresión matemática:

{\displaystyle \mathbf {RA\%} =\left({\frac {RA}{I_{e}}}\right)x100}

o lo que es lo mismo:

{\displaystyle \mathbf {RA\%} =\left({\frac {I_{e}-I_{ne}}{I_{e}}}\right)\times 100}

y despejando:

{\displaystyle \mathbf {RA\%} =\left({\frac {I_{e}}{I_{e}}}-{\frac {I_{ne}}{I_{e}}}\right)x100=(1-{\frac {1}{RR}})x100}

- Nota aclaratoria: {\displaystyle \mathbf {RR} ={\frac {I_{e}}{I_{ne}}}\quad \Rightarrow {I_{ne}}x{RR}={I_{e}}\quad \Rightarrow {I_{ne}}={\frac {I_{e}}{RR}}\quad \Rightarrow } {\displaystyle {\frac {I_{ne}}{I_{e}}}={\frac {1}{RR}}}

es decir:

{\displaystyle \mathbf {RA\%} =(1-{\frac {1}{RR}})x100}

siendo {\displaystyle RR} el riesgo relativo.

### Ejemplo
¿Qué proporción de personas expuestas al factor de riesgo X que desarrolla la enfermedad Y es debido a la exposición al factor de riesgo X?
|                                    | Enfermos | Sanos | Total |
| ---------------------------------- | -------- | ----- | ----- |
| Expuestos al factor de riesgo X    | 27       | 455   | 482   |
| No expuestos al factor de riesgo X | 77       | 1831  | 1908  |
| Total                              | 104      | 2286  | 2390  |

- Sabiendo que {\displaystyle \mathbf {RA} =0,016} y que {\displaystyle \mathbf {I_{e}} =0,056}

Obtenemos: {\displaystyle \mathbf {RA\%} =\left({\frac {0,016}{0,056}}\right)x100=28,57\%}

Conclusión: el 28,57% de las personas expuestas al factor de riesgo X que desarrollan la enfermedad Y es debido (atribuible) al hecho de estar expuestas al factor de riesgo X.

## Índice de intervención
El índice de intervención ({\displaystyle II}) expresa el número de individuos a los que hay que evitar la exposición al factor de riesgo para evitar a su vez un caso de la enfermedad en estudio. Da idea de la magnitud de la intervención necesaria para prevenir la enfermedad en estudio.
Se calcula según la expresión matemática:

{\displaystyle \mathbf {II} ={\frac {1}{RA}}}

### Ejemplo
¿Cuántas personas deben dejar de estar expuestas al factor de riesgo X para evitar un caso de enfermedad Y?
|                                    | Enfermos | Sanos | Total |
| ---------------------------------- | -------- | ----- | ----- |
| Expuestos al factor de riesgo X    | 27       | 455   | 482   |
| No expuestos al factor de riesgo X | 77       | 1831  | 1908  |
| Total                              | 104      | 2286  | 2390  |

- Sabiendo que: {\displaystyle \mathbf {RA} =0,016}

Obtenemos el índice de intervención: {\displaystyle \mathbf {II} ={\frac {1}{0,016}}=62,5}

Conclusión: se necesita evitar que 63 personas se expongan al factor de riesgo X para prevenir un caso de enfermedad Y.